# Малый Ессентучек
Малый Ессентучек — река в Ставропольском крае, который является притоком Большого Ессентучка. Общая длина 9 км. Малый Ессентучек берёт своё начало на северном склоне Боргустанского хребта, и, соединившись неподалёку от посёлка Белый Уголь с речкой Большой Ессентучек, впадает в Подкумок.
В долине Малого Ессентучка можно найти около 1300 видов лесных, степных, болотных, луговых и пойменных растений. Среди них немало эндемичных, встречающихся только в этой местности.
5 июня 2000 году в долинах рек Маный Ессентучек и Подкумок образован государственный природный заказник «Малый Ессентучек» площадью 1638 га.